# Педање (Бриндизи)
Педање (итал. Pedagne) је насеље у Италији у округу Бриндизи, региону Апулија.
Према процени из 2011. у насељу је живело 71 становника. Насеље се налази на надморској висини од -1 м.